# امریکن ترنس-اوشنیک کمپانی
امریکن ترنس-اوشنیک کمپانی (به انگلیسی: American Trans-Oceanic Company) یک شرکت هواپیمایی است که در ۱۹۱۴ میلادی تأسیس شده‌است.